# Epiro do Norte
Epiro do Norte (em grego:  Βόρειος Ήπειρος, Vorios Ipiros, em albanês:  Epiri i Veriut) é um termo usado para se referir às partes da região histórica do Epiro, nos Bálcãs Ocidentais, que fazem parte da Albânia moderna. O termo é utilizado principalmente pelos gregos e está associado com a existência de uma significativa população de origem grega na região. Também possui conotações com reivindicações políticas sobre o território sob a alegação de que foi mantido pela Grécia e em 1914 foi declarado como um estado independente pelos gregos locais contra a anexação ao recém-fundado Principado da Albânia. O termo é geralmente rejeitado pela maioria dos albaneses por suas associações irredentistas.
O termo "Epiro do Norte" começou a ser usado pelos gregos em 1913, com a criação do Estado Albanês após a Guerra dos Balcãs, e a incorporação do último do território que foi considerado por muitos gregos como geográfica, histórica, cultural e etnologicamente ligado à região grega do Epiro desde a Antiguidade. Na primavera de 1914, a República Autônoma do Epiro do Norte foi proclamada pelos gregos étnicos no território e reconhecido pelo governo albanês, embora teve vida curta uma vez que a Albânia entrou em colapso com o início da Primeira Guerra Mundial. A Grécia manteve-se na área entre 1914 e 1916, e tentou sem sucesso anexá-la em março de 1916, no entanto, em 1917 as forças gregas foram expulsas da área pela Itália, que tomou a maior parte da Albânia. A Conferência de Paz de Paris de 1919, concedeu a área para a Grécia, no entanto, a região voltou ao controle da Albânia, em novembro de 1921, após a derrota da Grécia na Guerra Greco-Turca. Durante o período entre-guerras, as tensões permaneceram elevadas devido às questões educacionais relacionadas com a minoria grega na Albânia. Após a invasão da Grécia pela Itália a partir do território da Albânia em 1940, e o contra-ataque bem sucedido dos gregos, o exército grego brevemente deteve o Epiro do Norte por um período de seis meses até a invasão alemã da Grécia em 1941.
As tensões permaneceram elevadas durante a Guerra Fria, quando a minoria grega foi submetida a medidas repressivas (juntamente com o restante da população do país). Embora a minoria grega fosse reconhecida pelo regime de Enver Hoxha, esse reconhecimento apenas se aplicou a uma "zona minoritária oficial", que consistiu de 99 aldeias, deixando de fora importantes áreas de assentamento grego, como Himarë. As pessoas de fora da zona minoritária oficial não receberam educação na língua grega, que foi proibida em público. O regime de Hoxha também diluiu a demografia étnica da região pela transferência dos gregos que viviam ali e o estabelecimento de albaneses em substituição, estes provenientes de outras partes do país. As relações começaram a melhorar na década de 1980 com o abandono da Grécia de quaisquer reivindicações territoriais sobre Epiro do Norte e a suspensão do estado de guerra oficial entre os dois países. As relações pós-Guerra Fria continuaram a melhorar, embora as tensões permanecem sobre a disponibilidade de educação na língua grega fora da zona minoritária oficial, direitos de propriedade, e incidentes violentos ocasionais visando membros da minoria grega.

### História
- Iorwerth E. S. Edwards, John Boardman, Nicholas Geoffrey Lemprière Hammond (2000). The Cambridge Ancient History - The Expansion of the Greek World, Eighth to Sixth Centuries B.C. Part 3: Volume 3. [S.l.]: Cambridge University Press. ISBN 0-521-23447-6
- Bowden, William (2003). Epirus Vetus: The Archaeology of a Late Antique Province. [S.l.]: Duckworth. ISBN 978-0-7156-3116-4
- Stickney, Edith Pierpont (1926). Southern Albania or Northern Epirus in European International Affairs, 1912–1923. [S.l.]: Stanford University Press. ISBN 978-0-8047-6171-0
- Ruches, Pyrrhus J. (1965). Albania's captives. Chicago: Argonaut
- Clogg, Richard (2002). Concise History of Greece Second ed. Cambridge: Cambridge University Press. ISBN 0-521-80872-3
- Victor Roudometof, Roland Robertson (2001). Nationalism, globalization, and orthodoxy: the social origins of ethnic conflict in the Balkans. [S.l.]: Greenwood Publishing Group. ISBN 978-0-313-31949-5
- Winnifrith, Tom (2002). Badlands-borderlands: a history of Northern Epirus/Southern Albania. London: Duckworth. ISBN 0-7156-3201-9

### Temas atuais
- Miranda Vickers, James Pettifer (1997). Albania: from anarchy to a Balkan identity. London: C. Hurst & Co. Publishers. ISBN 0-7156-3201-9
- Sussana Lastaria-Cornhiel, Rachel Wheeler (1998). «Working Paper. Albanian Series. Gender Ethnicity and Landed Property in Albania» (PDF). Land Tenure Center. University of Wisconsin
- Petiffer, James (2001). The Greek Minority in Albania – In the Aftermath of Communism (PDF). Surrey, UK: Conflict Studies Research Centre. ISBN 1-903584-35-3. Consultado em 25 de março de 2013. Arquivado do original (PDF) em 6 de julho de 2011
- Russell King, Nicola Mai, Stephanie Schwandner-Sievers (Ed.) (2005). The New Albanian Migration. [S.l.]: Sussex Academic Press. ISBN 978-1-903900-78-9
- Gregorič, Nataša (2008). «Contested Spaces and Negotiated Identities in Dhermi/Drimades of Himare/Himara area, Southern Albania» (PDF). University of Nova Gorica. Consultado em 25 de março de 2013. Arquivado do original (PDF) em 10 de junho de 2011